# Chien de Taïwan
Le chien de Taïwan est une race de chiens originaire de Taïwan de type chien primitif. La race est reconnue à titre provisoire par la Fédération cynologique internationale (FCI) depuis 2004.

## Histoire

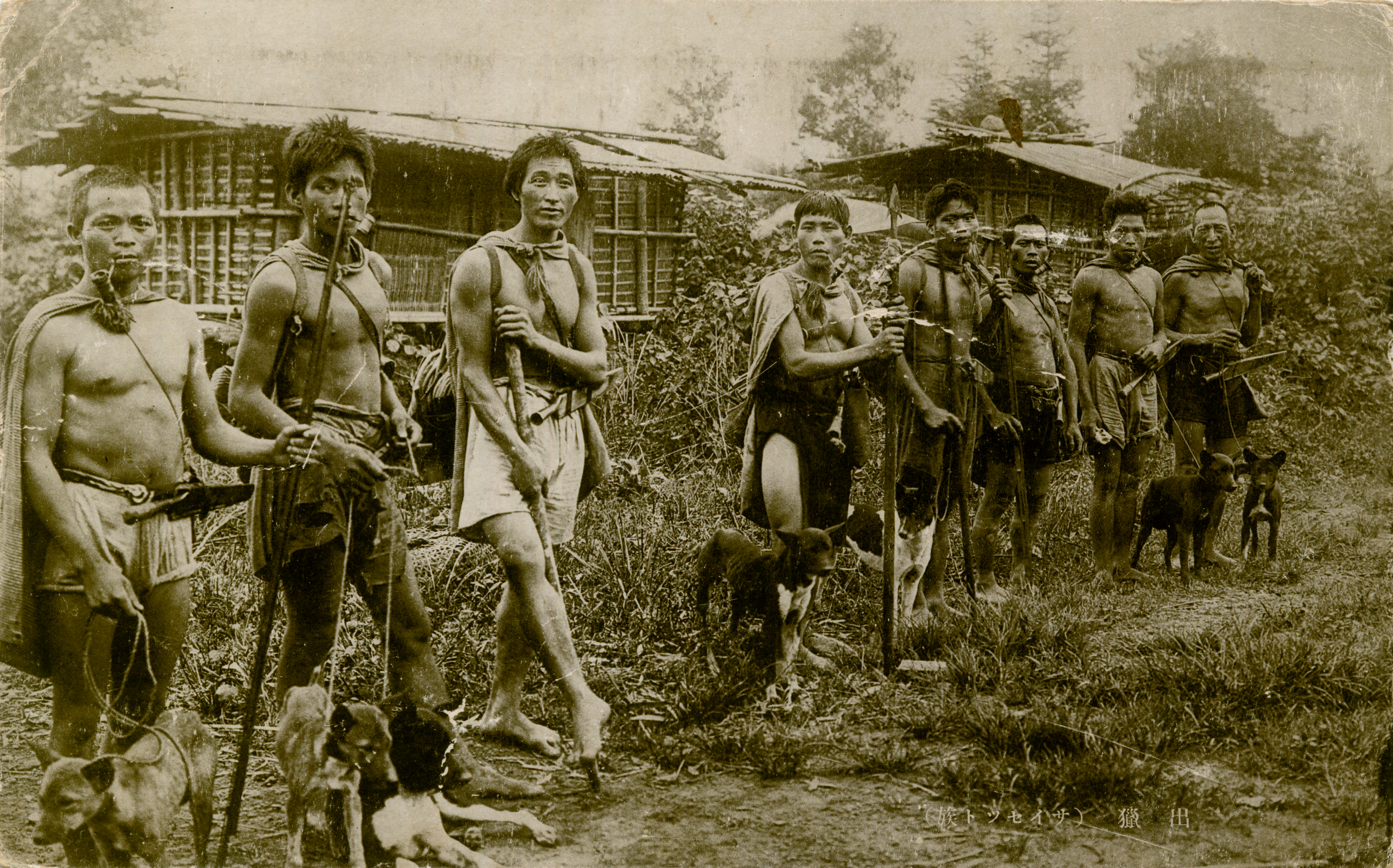
Des chasseurs du peuple Saisiyat avec leurs chiens, photo prise vers 1939 par le photographe japonais Katsuyama (幽芳勝山).

Le chien de Taïwan est issu des chiens parias qui cohabitent avec l'Homme dans les régions montagneuses du centre de l'île de Taïwan. En 1980, l'université nationale de Taïwan et les universités japonaises de Gifu et de Nagoya ont mené une étude collective auprès de vingt-neuf tribus indigènes sur les origines des chiens autochtones de Taiwan : l'étude a conclu que le chien de Taiwan actuel est le descendant des chiens de chasse de l’Asie du Sud-Est. La race est populaire dans toute l’île pour la garde et la compagnie.

## Standard

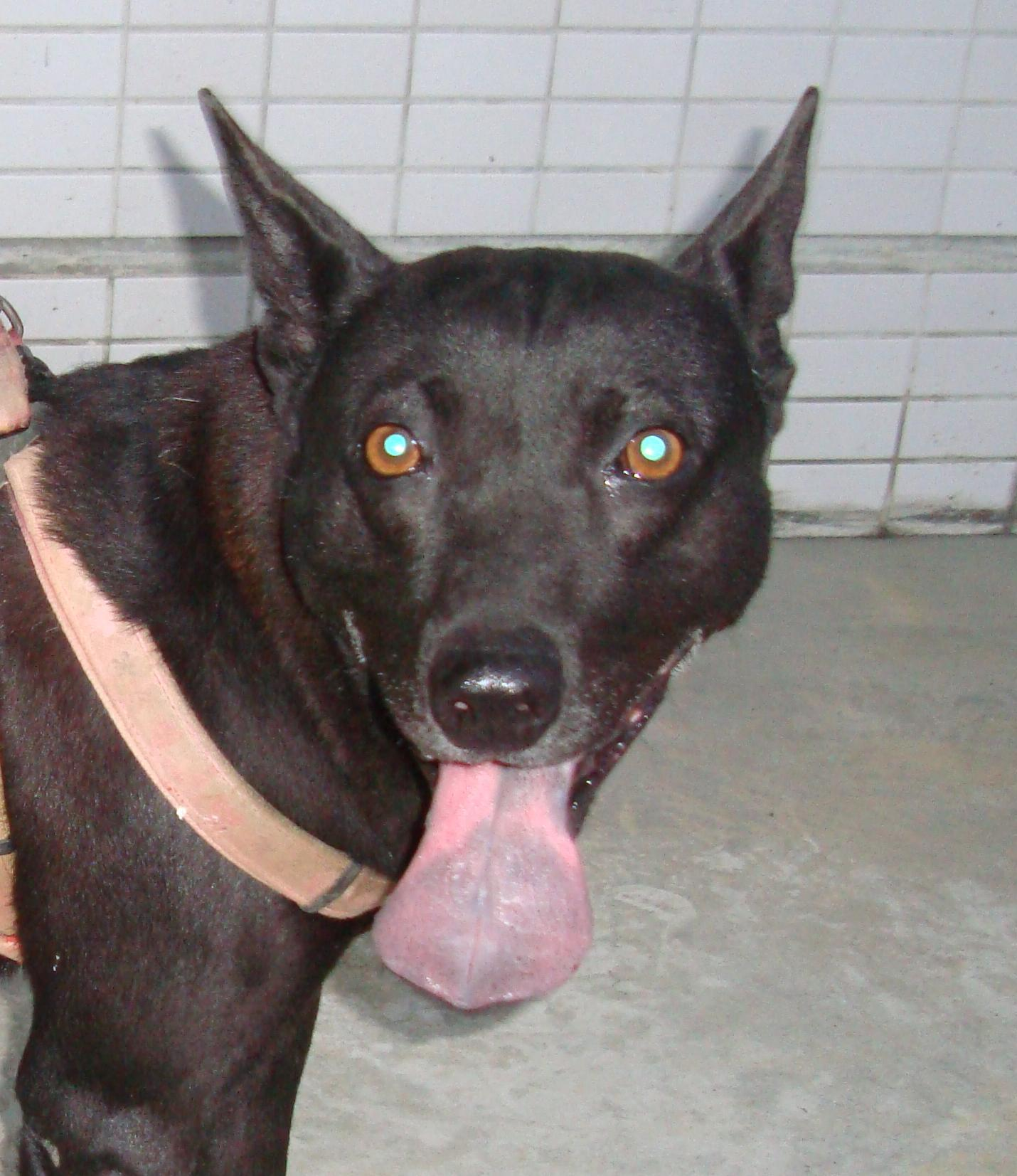
Portrait d'un chien de Taïwan.

Le chien de Taïwan est un chien de taille moyenne, bien proportionné, sec et tout en muscles, de forme presque carrée. La queue en faucille est attachée haut, portée droite en action avec l’extrémité courbée vers l'avant. La tête est de forme triangulaire avec des yeux en amande de couleur brun foncé. Les oreilles sont minces et dressées, attachées de chaque côté du crâne en formant un angle de 45 degrés ; le contour interne est droit tandis que le contour externe forme un léger arrondi.
Le poil est court et dur, bien couché sur le corps. Les couleurs sont le noir, le bringé, le fauve, le blanc avec ou sans panachures blanches.

## Caractère
Le standard FCI le décrit comme un chien très fidèle à son maître. Ses sens sont très développés et il est suffisamment agile pour faire facilement un demi-tour sur place à 180 degrés. Ses allures sont vives, hardies et sans peur.

## Utilité
Le chien de Taïwan est utilisé pour la chasse par les tribus taïwanaises. Il est également un bon chien de garde et de compagnie.